# Daternomina genoaensis
Daternomina genoaensis là một loài Trichoptera trong họ Ecnomidae. Chúng phân bố ở miền Australasia.